# جوانا داي
جوانا داي (بالإنجليزية: Johanna Day)‏ هي ممثلة أمريكية، ولدت في 1964 بوينشستر في الولايات المتحدة.

## أعمال

### أفلام
- (2014) الرجل الطائر[2][3]

## ترشيحات
- جائزة توني لأفضل ممثلة بارزة في مسرحية [الإنجليزية]‏ (2001)

## وصلات خارجية
- جوانا داي على موقع IMDb (الإنجليزية)
- جوانا داي على موقع ألو سيني (الفرنسية)
- جوانا داي على موقع أول موفي (الإنجليزية)
- جوانا داي على موقع قاعدة بيانات برودواي على الإنترنت (الإنجليزية)
- جوانا داي على موقع قاعدة بيانات الأفلام السويدية (السويدية)
- جوانا داي على موقع قاعدة بيانات الفيلم (الإنجليزية)
- جوانا داي على موقع كينوبويسك (الروسية)